# 本覚寺 (徳島市)
本覚寺（ほんがくじ）は、徳島県徳島市寺町にある日蓮宗の寺院である。山号は光輝山。本尊は十界曼荼羅。旧本山は京都妙覚寺、達師法縁。

## 歴史
創建年は不詳。千利休の嫡男で、堺千家の祖である千道安が1607年（慶長12年）に亡くなった後、茶人・金森宗和がその菩提を弔うために阿波国勝瑞（現在の板野郡藍住町勝瑞）に創建したと伝わる。その後、承応年間（1652年 - 1655年）に現在地に移転。
本覚寺には千道安のほかにシーボルトの門弟である高良斎の墓所が存在する。

## 墓所
- 千道安 - 茶人
- 高良斎 - 医学者

## 交通
- JR「徳島駅」より徒歩で約10分。
- 徳島自動車道「徳島インターチェンジ」より車で約15分。